# Moacir Goulart de Figueredo
Moacir Goulart de Figueredo (Salto do Lontra, 30 de septiembre de 1965) es un eclesiástico y misionero católico brasileño afincado en Ecuador, miembro de los Misioneros del Sagrado Corazón. Es el vicario apostólico de San Miguel de Sucumbíos, desde 2024.

## Biografía
Nació el 30 de septiembre de 1965, en el municipio brasileño de Salto do Lontra.
El 18 de febrero de 1981, ingresó en el Seminario "São José" de los Misioneros del Sagrado Corazón, en Francisco Beltrão.
Estudió Filosofía (1984-1987) en la Universidad São Francisco de São Paulo, donde obtuvo el bachillerato. También cursó estudios de Teología en la Universidad Católica Nuestra Señora de la Asunción, obteniendo el bachillerato en Teología (19870-2000), y luego la licenciatura en Misionología (1992-1995). Realizó una especialización (2005-2006) en Acompañamiento pastoral.

### Vida religiosa
Ingresó en la Congregación de los Misioneros del Sagrado Corazón. Realizó su primera profesión de votos religiosos el 1 de febrero de 1987, y la profesión solemne el 2 de febrero de 1990.
Fue ordenado diácono el 12 de enero de 1991. Su ordenación sacerdotal fue el 16 de noviembre del mismo año.
- Formador de los Teólogos, y vicario parroquial en São Paulo (1990-1996).
- Misionero en Ecuador, y vicario parroquial en Chunchi (1996-2001).[3]
- Superior Provincial en Curitiba (2001-2007; 2022-2024).
- Vicario parroquial en Curitiba (2001-2007).
- Formador de formandos en Ecuador y vicario parroquial en Quito (2007-2016).[3]
- Consejero de la Conferencia Ecuatoriana de Religiosos, y formador de los candidatos de los Misioneros del Sagrado Corazón de Jesús (2007-2016).
- Director arquidiocesano de las Obras Misionales Pontificias (2010-2015).
- Secretario ejecutivo del Centro Misionero Nacional (CEMINA) de la Conferencia Episcopal Ecuatoriana (2015-2018).[3]
- Párroco del Buen Pastor, de Turubamba en Quito (2016-2022).

### Episcopado
El 23 de octubre de 2024, el papa Francisco lo nombró obispo vicario apostólico de San Miguel de Sucumbíos. Fue consagrado el 8 de enero de 2025, en la Catedral de Nueva Loja, a manos del arzobispo Andrés Carrascosa Coso.